# تشارلز ستيفنز
تشارلز ستيفنز (بالإنجليزية: Charles Stevens)‏ هو ممثل أمريكي، ولد في 26 مايو 1893 في الولايات المتحدة، وتوفي في 22 أغسطس 1964 بهوليوود في الولايات المتحدة.

## أعمال

### أفلام
- (1920) علامة زورو
- (1935) نداء البرية
- (1940) علامة زورو
- (1941) دماء ورمال
- (1945) مغامرة

## وصلات خارجية
- تشارلز ستيفنز على موقع IMDb (الإنجليزية)
- تشارلز ستيفنز على موقع ألو سيني (الفرنسية)
- تشارلز ستيفنز على موقع أول موفي (الإنجليزية)
- تشارلز ستيفنز على موقع قاعدة بيانات الأفلام السويدية (السويدية)
- تشارلز ستيفنز على موقع قاعدة بيانات الفيلم (الإنجليزية)
- تشارلز ستيفنز على موقع كينوبويسك (الروسية)